# La strada della vergogna
La strada della vergogna (赤線地帯?, Akasen chitai) è un film del 1956, diretto da Kenji Mizoguchi.
Il film, che costituisce l'ultima opera del regista, fu presentato in concorso alla 21ª Mostra internazionale d'arte cinematografica di Venezia, in cui Mizoguchi ottenne la candidatura al Leone d'Argento.

## Trama
La vita personale di cinque donne, datesi alla prostituzione in un locale di Tokyo per migliorare le proprie situazioni economiche disastrate (Hanae ha a carico un figlio appena nato e un marito disoccupato, Yumeko deve mantenere il figlio mentre Yasumi deve estinguere i propri debiti) o sfuggire dalle proprie situazioni famigliari (il padre di Mickey viene da Kōbe per tentare di dissuaderla, Yorie ha un pretendente), viene sconvolta quando la Dieta Nazionale del Giappone ha in esame uno studio di legge per bandire la prostituzione che comunque non viene promulgata

## Distribuzione

### Date di uscita
- 18 marzo 1956 in Giappone[3][4]
- 2 agosto 1957 in Germania Ovest (Die Straße der Schande)[4]
- 4 giugno 1959 negli Stati Uniti (Streets of Shame)[4]
- 14 agosto 1959 in Danimarca[4]
- 24 luglio 1995 in Portogallo (Rua da Vergonha)[4]
- 1956 in Italia in Torino, cinema Astor con il titolo La strada della vergogna.

In Italia è reperibile un'edizione, in lingua originale sottotitolata in Italiano, dal titolo Il quartiere delle luci rosse della durata di 85 minuti ca.